# أنتوني بركنز
أنتوني بركنز (بالإنجليزية: Anthony Perkins) (و. 1932 – 1992 م) هو ممثل أفلام، ومخرج أفلام، ومغني، وكاتب سيناريو، وممثل مسرحي، وممثل، من الولايات المتحدة، ولد في نيويورك، توفي في هوليوود، كاليفورنيا، عن عمر يناهز 60 عاماً، بسبب إيدز.

## التعليم
تعلم في جامعة كولومبيا، وكلية رولينز.

## جوائز وترشيحات
حصل على جوائز منها:
- جائزة دونوستيا  [لغات أخرى]‏ (1991)
- السعفة الذهبية (1961)
- جائزة الغولدن غلوب (1957)
- جائزة المسرح العالمي (1955)[14]
- جائزة إدغار.

ترشح لـ:
- جائزة توني لأفضل ممثل في مسرحية  [لغات أخرى]‏ (1958)
- جائزة الأوسكار لأفضل ممثل مساعد، عن عمل: إقناع ودي (1956).

## وصلات خارجية
- أنتوني بركنز على موقع IMDb (الإنجليزية)
- أنتوني بركنز على موقع الموسوعة البريطانية (الإنجليزية)
- أنتوني بركنز على موقع روتن توميتوز (الإنجليزية)
- أنتوني بركنز على موقع مونزينجر (الألمانية)
- أنتوني بركنز على موقع ألو سيني (الفرنسية)
- أنتوني بركنز على موقع ميوزك برينز (الإنجليزية)
- أنتوني بركنز على موقع تيرنر كلاسيك موفيز (الإنجليزية)
- أنتوني بركنز على موقع أول موفي (الإنجليزية)
- أنتوني بركنز على موقع قاعدة بيانات برودواي على الإنترنت (الإنجليزية)
- أنتوني بركنز على موقع قاعدة بيانات الأفلام السويدية (السويدية)